# Viện Hàn lâm Khoa học Cuba
Viện Hàn lâm Khoa học Cuba (Academia de Ciencias de Cuba, Cuban Academy of Sciences)  là Học viện Khoa học cao nhất của Cuba. Viện được mô tả là học viện khoa học quốc gia hoạt động lâu đời nhất bên ngoài châu Âu. Viện có trụ sở chính tại tòa nhà El Capitolio ở Havana.
Viện là tổ chức chính thức của nhà nước Cuba ở phạm vi quốc gia, độc lập và tư vấn trong lĩnh vực khoa học, là cơ quan thuộc Bộ Khoa học, Công nghệ và Môi trường Cuba. Viện là người kế thừa của Học viện Y học Hoàng gia, Khoa học Vật lý và Tự nhiên của Havana trước đây.
Viện hiện có cơ quan nghiên cữu trong các lĩnh vực Khoa học nông nghiệp và thủy sản, Khoa học y sinh, Khoa học tự nhiên và chính xác, Khoa học xã hội và nhân văn, và Khoa học kỹ thuật công nghệ. Các thành viên của Viện được đề cử bởi các tổ chức nghiên cứu khoa học, trường đại học, xã hội khoa học cũng như các tổ chức quốc gia khác.